# Belvue, Kansas
Belvue là một thành phố thuộc quận Pottawatomie, tiểu bang Kansas, Hoa Kỳ. Năm 2010, dân số của xã này là 205 người.

## Dân số
Dân số các năm:
- Năm 2000: 228 người
- Năm 2010: 205 người